# 웰컴 투 마웬
《웰컴 투 마웬》(영어: Welcome to Marwen)은 2018년 개봉한 미국의 판타지, 코미디 드라마 실사 애니메이션 영화이다. 로버트 저메키스가 감독과 각본을 맡았다. 제프 말버그의 다큐멘터리 영화 《마웬콜》(Marwencol)에서 영감을 받아 제작되었다.